# Uhlotisk

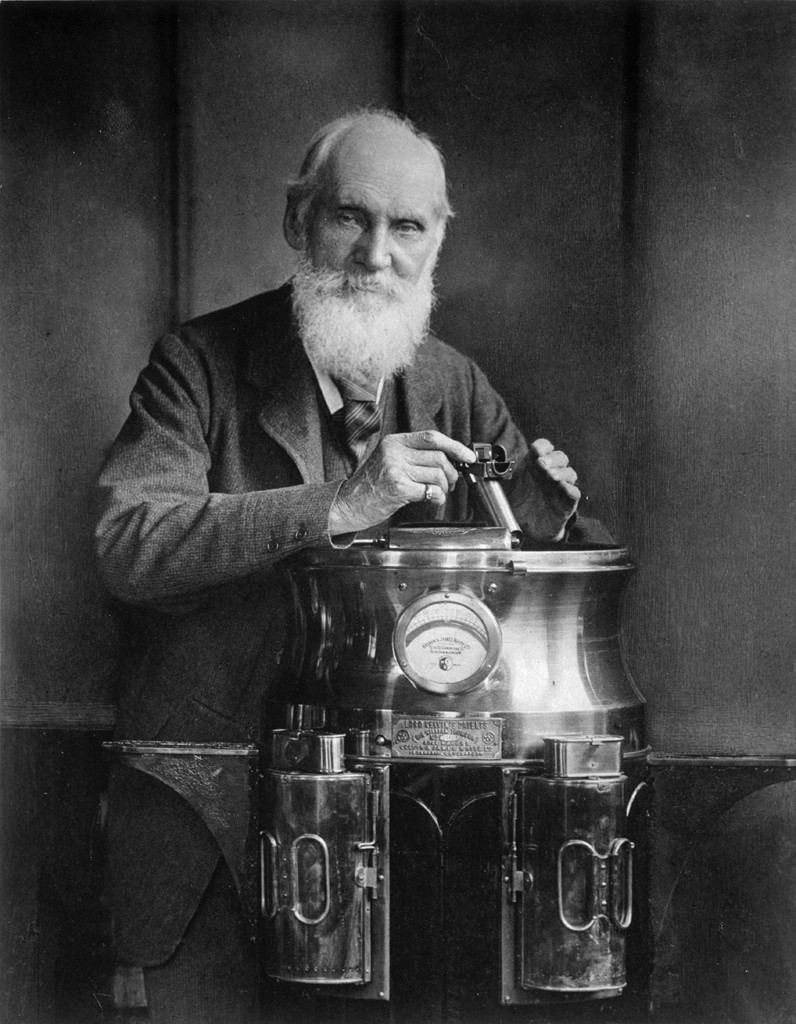
William Downey: Vědec Sir William Thomson, 1900, ukázka uhlotisku

Uhlotisk (karbonotisk nebo pigmentový tisk) je historicky nejstarší ušlechtilý fotografický tisk používaný v letech 1890–1900. Jedná se o vymývaný tisk přenesený na papír. Za vynálezce je považován Louis Alphons Poitevin roku 1855, poprvé použila uhlotisk v praxi firma The Autotype Co. o pět let později v Londýně.

## Postup
Vznikl z osvícené želatiny obsahující pigment, která byla zcitlivěna v roztoku chromu (chromovaná želatina). Obraz tvoří pigment, který zabarvuje želatinu. Želatina je utvrzená světlem a po osvětlení se již v teplé vodě nerozpouští. Z podložky, která byla provizorní, se obraz přenesl na papír, tiskací válec, filmovou fólii, sklo, porcelán, textil nebo kov.
Vznikl tak zrcadlově převrácený obraz. U motivů, kde by to vadilo, muselo dojít ještě k jednomu přenesení. Jako pigment sloužily saze, kaselská hněď nebo siena pálená. Pigmentový tisk může být zabarvený do žlutého, purpurového nebo azurového tónu. Vyznačoval se světlostálostí a trvanlivostí.

## Historie
Uhlotisk charakterizoval secesní piktorialismus. Jako technika tento tisk dominoval na výstavě Klubu fotografů amatérů v roce 1899. V českých sbírkách je zastoupen v dílech Františka Drtikola a Josefa Sudka, kteří si jej oblíbili pro jeho bohatost polotónů, sametově matný povrch, dobrou tonalitu bez viditelné textury a jemný reliéf. Josef Sudek se po roku 1940 vrátil k uhlotisku v obavě o trvanlivost bromostříbrných pozitivů. Drtikol používal oblíbený uhlotisk nejen na počátku století, ale také v době od roku 1927 do 1928.
Za mistra tříbarevného uhlotisku je považován maďarsko-americký fotograf Nickolas Muray.

## Galerie

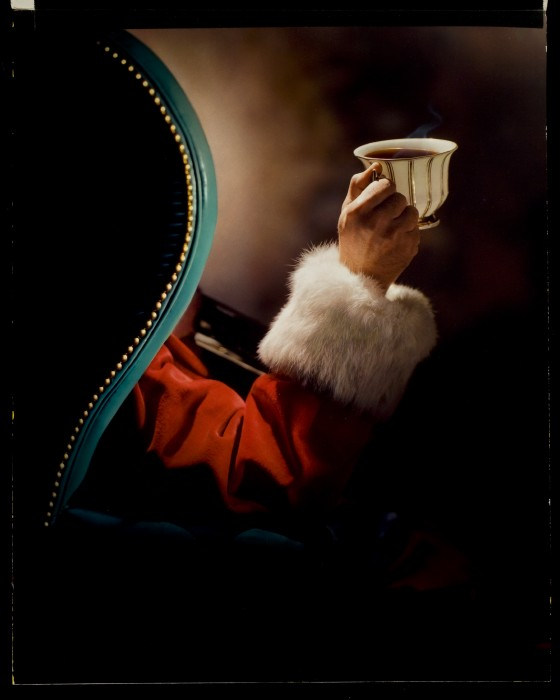
Nickolas Muray: Santa Claus, reklama pro A&P Coffee, 1958
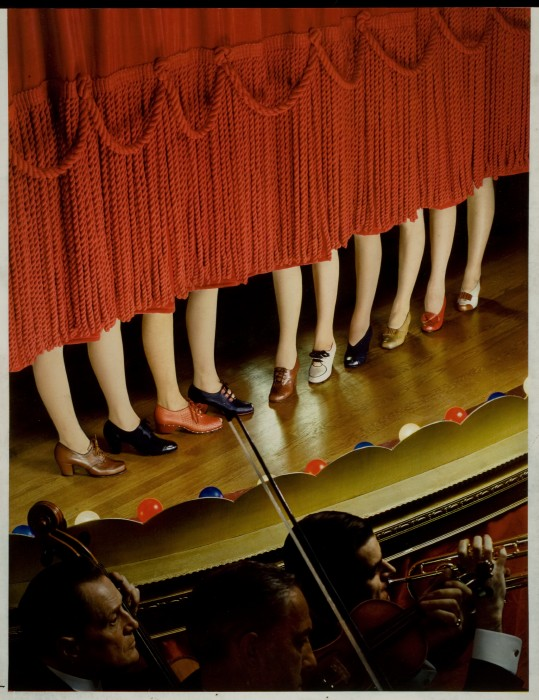
Nickolas Muray: Obálka McCall Style & Beauty, 1942
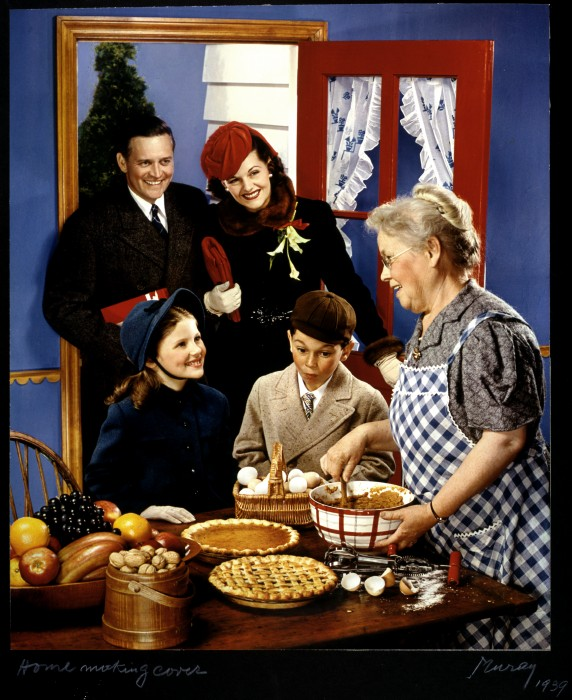
Nickolas Muray: Rodina přišla do sváteční kuchyně, obálka McCall's magazine, 1939
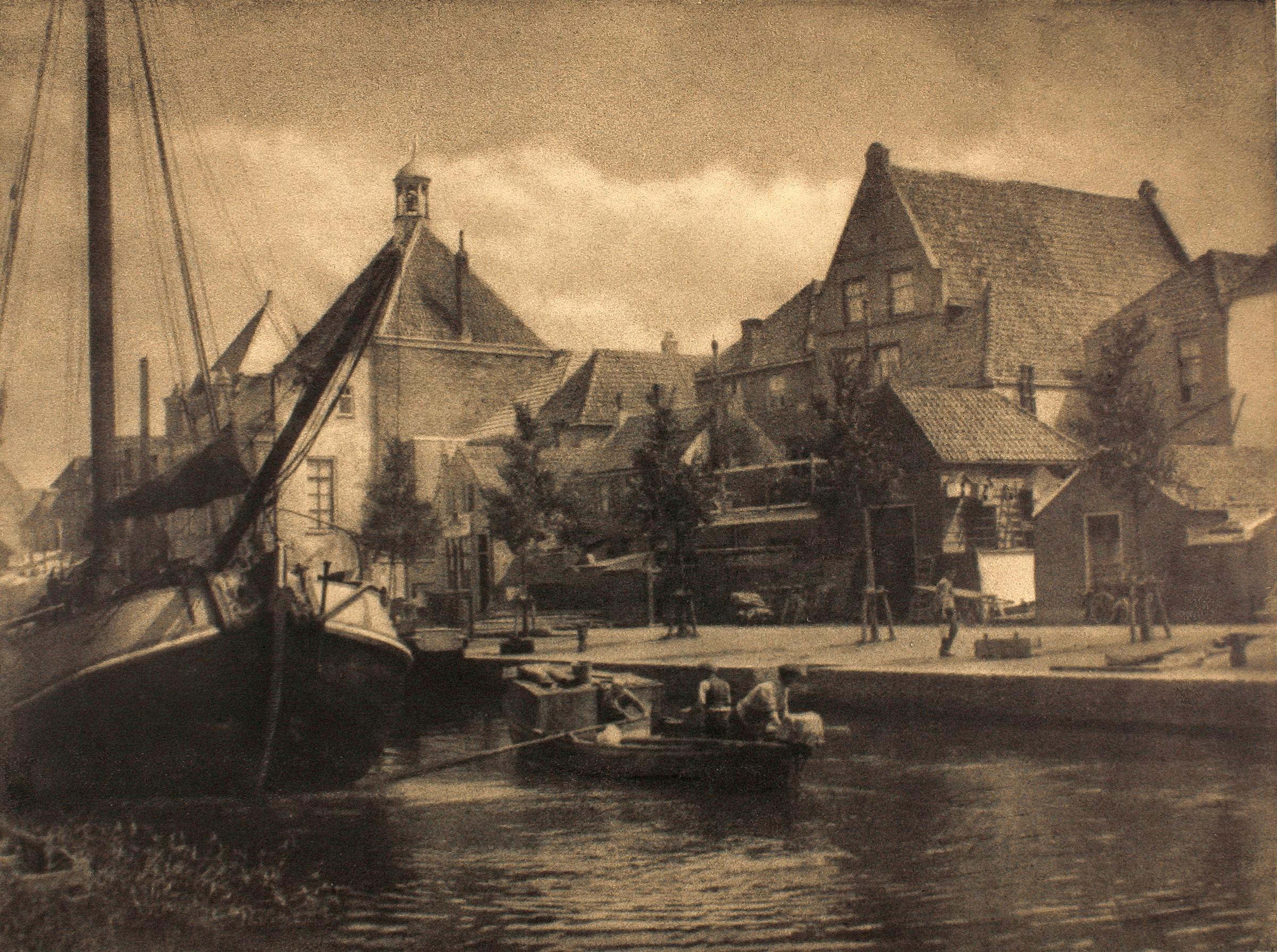
Petrus Martinus Gerhardus Maria van Haaren: Neznámé město, asi 1920, pigmentový tisk